# Моноштори, Лайош
Лайош Моноштори (венг. Monostori Lajos, 4 декабря 1914 — 1994) — венгерский шахматист, международный мастер ИКЧФ.
Участник чемпионата Венгрии 1950 г. Занял в турнире последнее место, набрав 5½ из 19.
Наибольших успехов добился в игре по переписке. В составе сборной Венгрии стал победителем 1-й заочной олимпиады (1949—1952 гг.).
Переехал в Аргентину после событий 1956 г. Продолжал выступать в заочных соревнованиях, выполнил норму международного мастера ИКЧФ. Самое заметное очное соревнование аргентинского периода — турнир шахматного клуба в Буэнос-Айресе 1958 г. Моноштори набрал 5 из 10 и занял 6-е место.